# Misythus banahao
Misythus banahao är en insektsart som beskrevs av Morgan Hebard 1923. Misythus banahao ingår i släktet Misythus och familjen torngräshoppor. Inga underarter finns listade i Catalogue of Life.